# Шевченко Анастасія Юріївна
Анастасі́я Ю́ріївна Шевче́нко (21 червня 1993) — українська самбістка і дзюдоїстка. Чемпіонка України, Європи і світу із самбо. Майстер спорту України міжнародного класу.

## Біографія
У 2015 році на чемпіонаті Європи із самбо у Загребі (Хорватія) здобула срібну медаль, поступившись у фіналі змагань Катерині Прокопенко (Білорусь).
У 2016 році на чемпіонаті Європи із самбо у Казані (Росія) здобула бронзову медаль. Того ж року на чемпіонаті світу із самбо у Софії (Болгарія) здобула срібну медаль, поступившись у фіналі Яні Костенко (Росія)
У 2017 році на чемпіонаті Європи із самбо у Мінську (Білорусь) виборола золоту медаль, перемігши у фіналі Аріну Пчелінцеву (Росія). Того ж року на чемпіонаті світу із самбо у Сочі (Росія) також виборола золоту медаль, перемігши у фіналі Катерину Прокопенко (Білорусь).
У 2018 році на чемпіонаті Європи із самбо в Афінах (Греція) здобула бронзову медаль. Того ж року на чемпіонаті світу із самбо у Бухаресті (Румунія) виборола срібну медаль, поступившись у фіналі Яні Костенко (Росія).
У 2019 році на чемпіонаті Європи із самбо в Хіхоні (Іспанія) здобула бронзову медаль. Учасниця Європейських ігор 2019 року в Мінську (Білорусь), де посіла 5-те місце у ваговій категорії до 60 кг.
У 2020 році на чемпіонаті світу із самбо у Новий Сад (Сербія) здобула золоту медаль, перемігши у фіналі Віру Горелікову (Білорусь).
У 2024 році на чемпіонаті Європи із самбо у Новий Сад (Сербія) виборола срібну медаль, поступившись у фіналі Анастасії Гончаровій (Росія).

## Нагороди і відзнаки
Згідно рейтингу Національної федерації самбо України визнана кращою самбісткою України 2020 року.